# Том Јуел
Том Јуел (енгл. Tom Ewell) био је амерички глумац рођен 29. априла 1909. године у Оуенсборо (Кентаки), а преминуо 12. септембра 1994. годуне у Вудленд Хилсу, Лос Анђелес (Калифорнија).